# Willem Jacob Herreyns

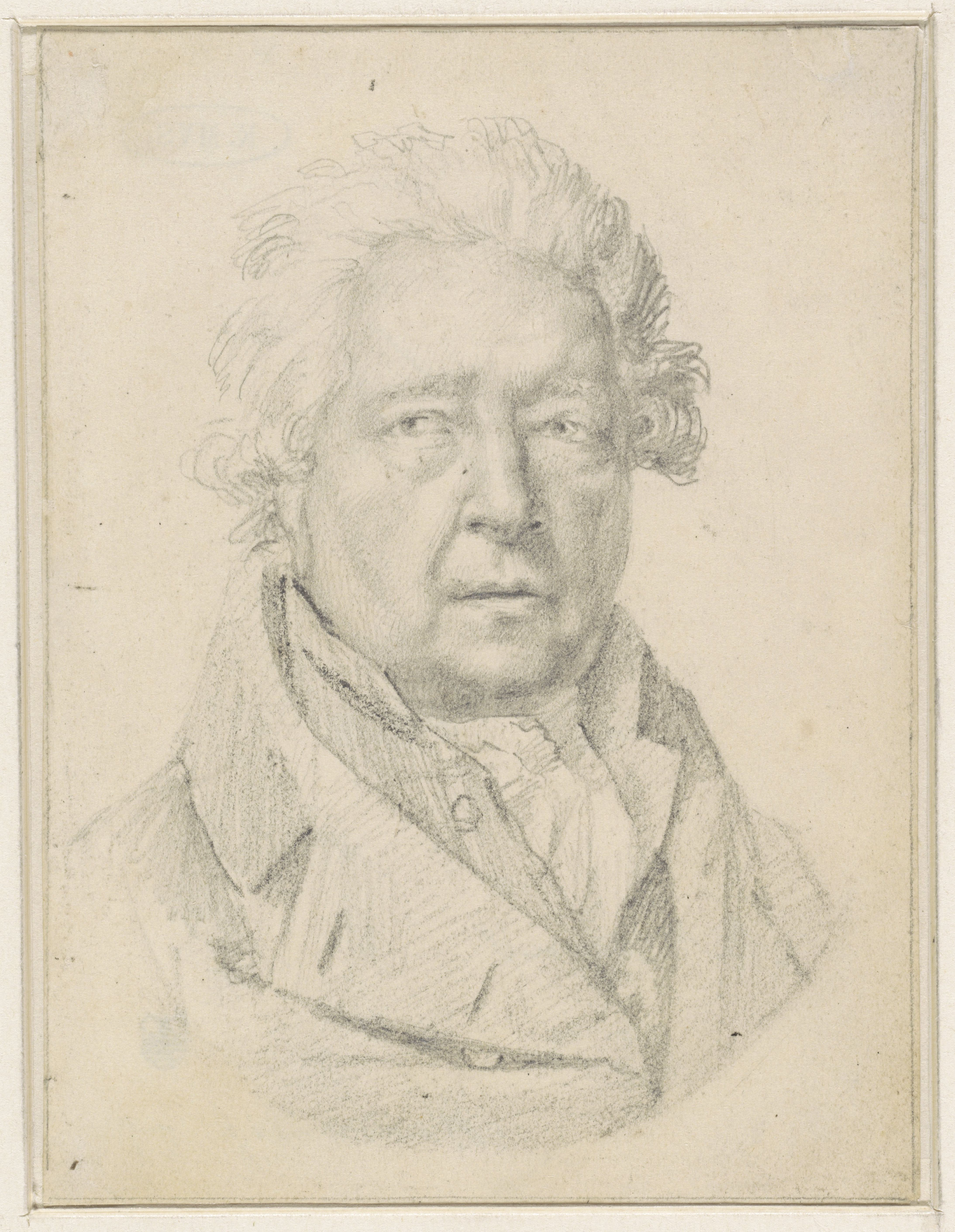
Autorretrato.

Willem Jacob Herreyns (Amberes, 10 de junio de 1743-10 de agosto de 1827) fue un pintor flamenco de temas de historia y retratos. Se le considera uno de los últimos pintores de la tradición del barroco flamenco y el último seguidor de Peter Paul Rubens.

## Vida
Herreyns era descendiente de una familia de artistas. Su bisabuelo fue el pintor y grabador Jacob Herreyns el Viejo. Su abuelo Jacob Herreyns el Joven también fue pintor. Su padre Jacob III Herreyns fue pintor y decorador. Su tío Daniel Herreyns el Joven era escultor. Recibió su formación inicial de estos familiares. Posteriormente estudió en la Academia de Amberes, donde el destacado retratista e historiador Balthasar Beschey fue uno de sus maestros. El joven pintor ganó en 1764 el primer premio de pintura del natural en la Academia. Completó sus estudios en el mismo año. Un año más tarde se convirtió en uno de los seis directores-maestros de la Academia en reemplazo de Andries Cornelis Lens, quien también había sido alumno de Balthasar Beschey. En 1767 Herreyns dejó la Academia y viajó.

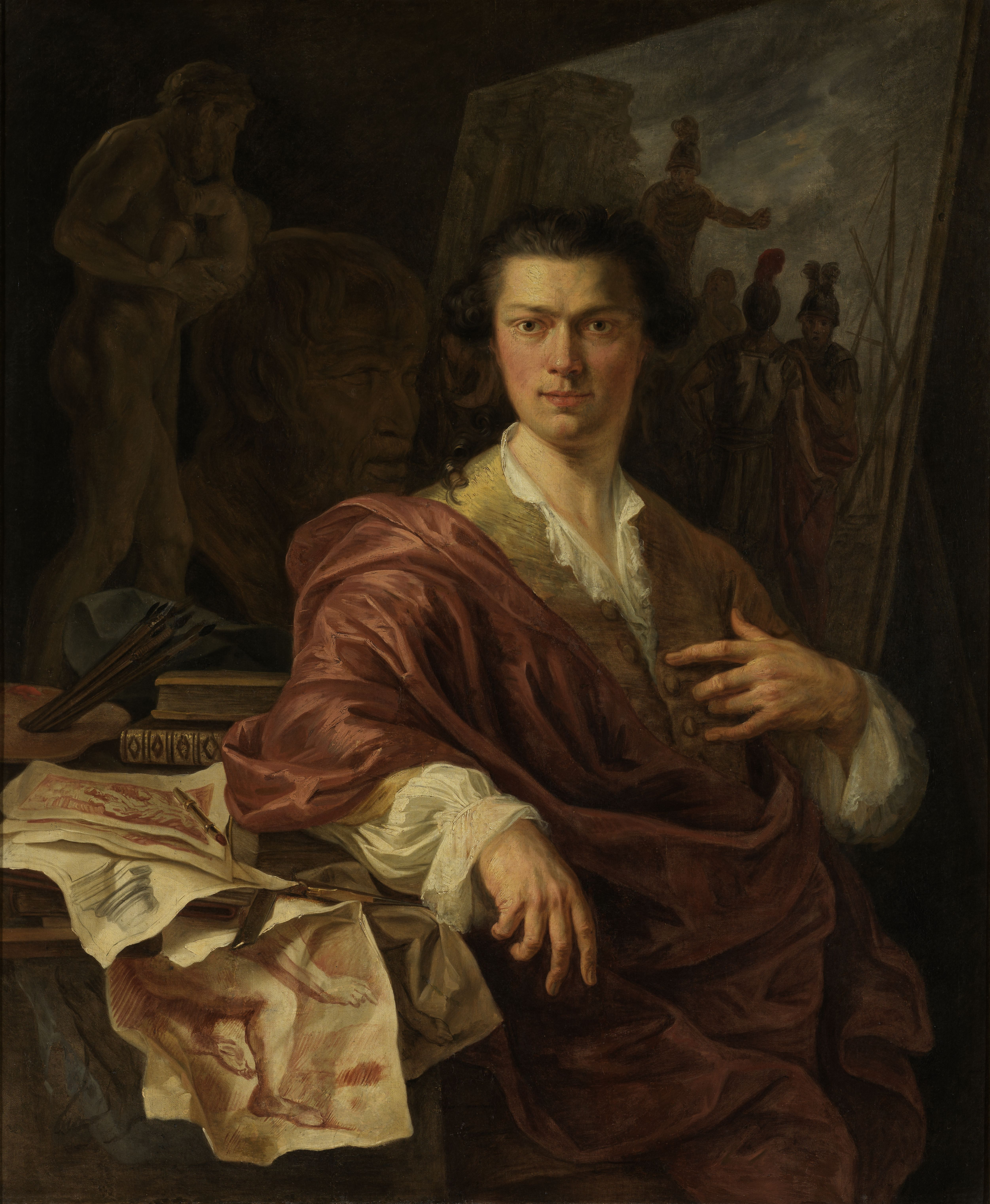
Retrato del pintor Andries Cornelis Lens.

A su regreso a Bélgica en 1771 se fue a vivir a Malinas, donde se casó. Fue nombrado director de la escuela de dibujo local. Esta escuela pasó a llamarse 'Academie van beeldende kunsten' (Academia de Artes Visuales) en 1772 y se colocó bajo la protección del Príncipe Carlos Alejandro de Lorena, el entonces gobernador y soberano de facto de los Países Bajos austríacos. Enseñó algunas materias artísticas en Malinas y trabajó en muchas comisiones. La Academia de Bruselas le ofreció un puesto, pero a pesar del atractivo salario que le ofrecían, decidió quedarse en Malinas.
Después de invadir los Países Bajos austríacos en 1792, los franceses abolieron el sistema escolar existente y, como resultado, Herreyns perdió su puesto académico. Tras la creación de las escuelas centrales por los franceses, Herreyns regresó a Amberes en 1795 para convertirse en profesor de dibujo en la escuela central del departamento de Deux-Nèthes. En 1797 salvó 328 pinturas de las iglesias y monasterios que habían sido ordenados clausurar por los ocupantes franceses. De hecho, muchas de estas pinturas habían sido robadas. Trabajó en el regreso de los cuadros de Rubens Nuestra Señora con el loro y La Virgen rodeada de santos.

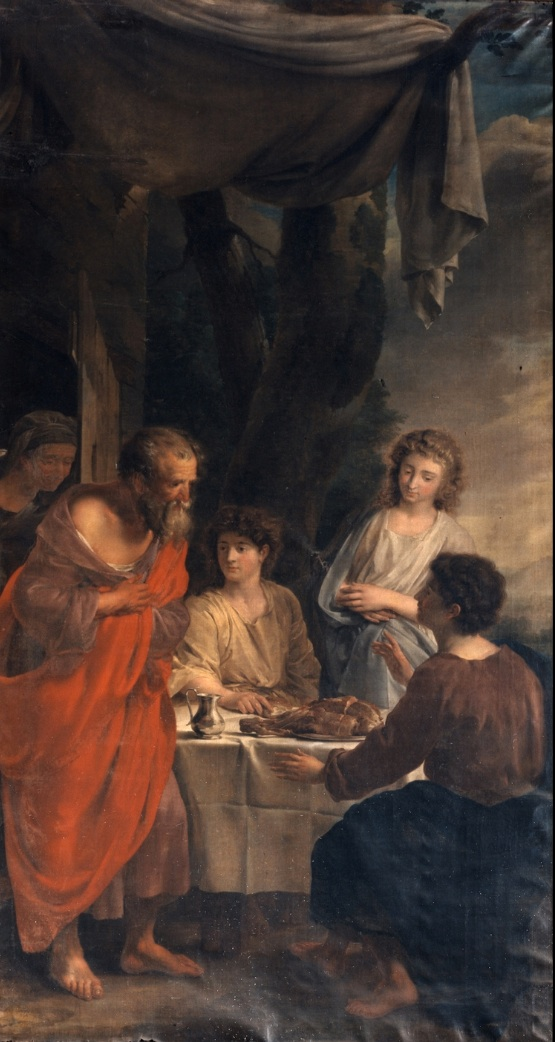
Abraham visitado por los tres ángeles.

En 1800 fue invitado a convertirse junto con Balthasar Paul Ommeganck en profesor de los miembros de la recién creada Genootschap der Kunsten ('Sociedad para las artes'). Esta fue una organización creada por iniciativa de Mattheus Ignatius van Bree e incluyó inicialmente a Jan van Bree, Jean-Baptiste Berré. Lambrecht Dentijn, Jan Carpentero, Ferdinand Verhoeven, Peter Iven, Michiel Dierickxen, Jan Peeters y otros. Los miembros se comprometieron a reunirse mensualmente para mostrar y discutir sus obras y disfrutar de la enseñanza de la generación anterior de pintores como Herreyns. A finales de 1800, la organización de artistas preexistente Konstmaatschappij, que se había establecido en 1788, se fusionó con Genootschap der Kunsten. La organización fusionada organizaría una exposición anual de las obras de sus miembros. Herreyns se desempeñó como presidente de la entidad fusionada.
En 1800, Herreyns fue nombrado profesor-director de la antigua Academia de Amberes, que había sido rebautizada como l'École spéciale de peinture, sculpture et architecture d'Anvers ('Escuela especial de pintura, escultura y arquitectura de Amberes'). Cuando la escuela pasó a llamarse academia en 1804, Herreyns pudo mantener el puesto que mantendría hasta su muerte.
En 1810 obtuvo el permiso de Napoleón para instalar un museo en el antiguo monasterio franciscano de Amberes. En 1815, 38 de las 63 imágenes eliminadas por los franceses se agregaron a su colección.
Sus alumnos incluyeron a Hendrik Frans de Cort, Wilhelm Hendrik Franquinet, Jozef Geirnaert, Cornelis & Gerard van Spaendonck, Gustaaf Wappers y el joven Antoine Wiertz.

## Obra
La obra de Herreyns fue muy apreciada en su época. Durante una visita a Amberes en 1780, el rey sueco Gustavo III admiró una de las obras de Herreyn llamada La purificación de la Virgen, entonces en la Abadía de San Miguel. El rey decidió inmediatamente nombrar a Herreyns como su pintor de la corte, aunque en realidad Herreyns nunca fue a Suecia. El emperador austríaco José II también elogió su trabajo durante su visita a Malinas y Herreyns pintó dos retratos del emperador.

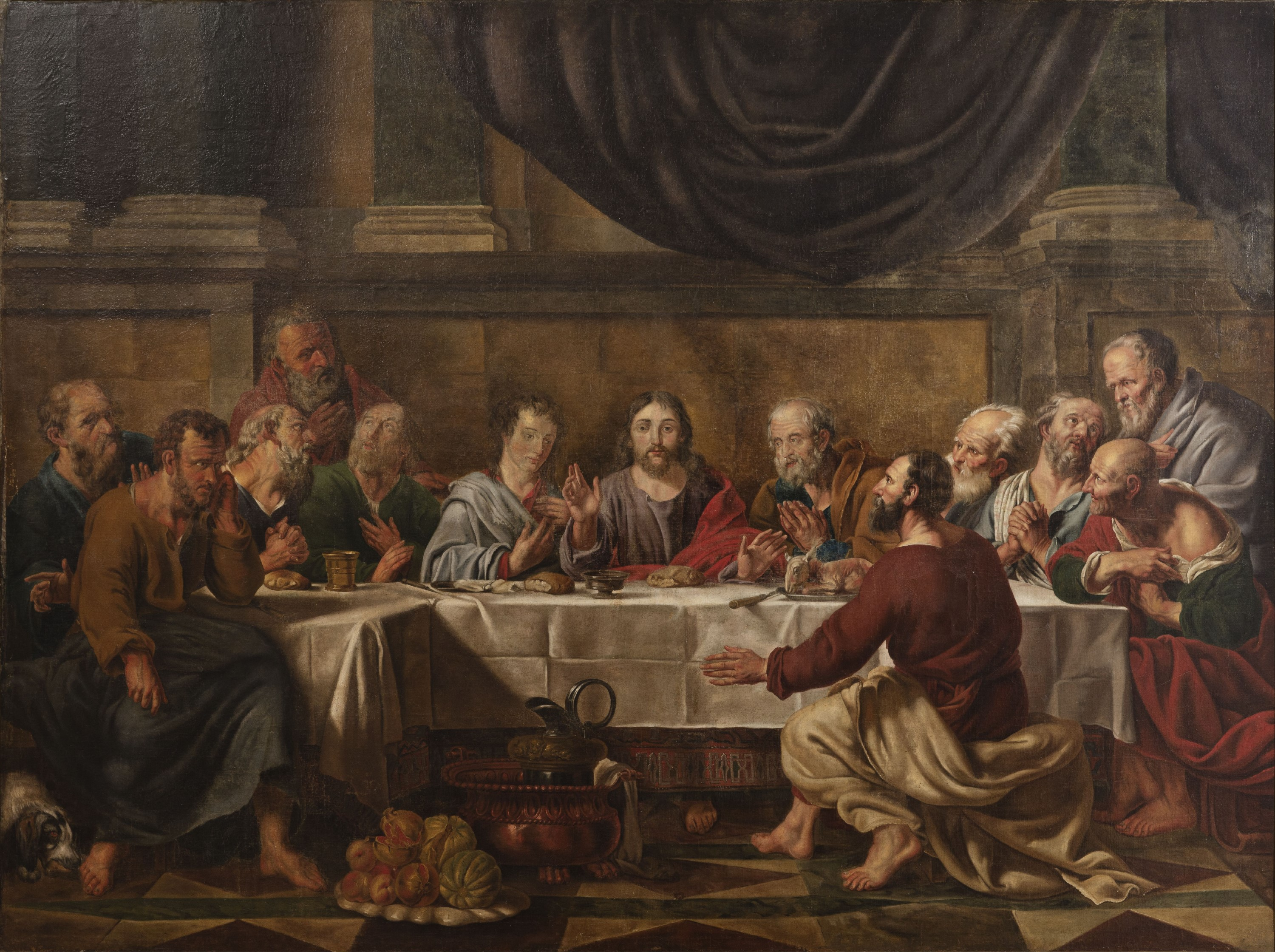
La última cena.

Sus composiciones religiosas se enmarcan en la tradición de Rubens, que había estudiado inicialmente con su maestro Balthasar Beschey, quien pintó en el estilo barroco flamenco del siglo XVII. Herreyns recibió muchos encargos de instituciones religiosas en la provincia de Amberes para los que pintó grandes pinturas religiosas. En 1775 los jesuitas de Malinas le encargaron el diseño de una serie de carrozas con motivo de las celebraciones del milésimo aniversario del santo patrón de la ciudad, Rumboldo de Malinas. Diseñó las carrozas junto con el escultor local Pieter Valckx y también diseñó los arcos triunfales. Los diseños se inspiraron en los diseños de Rubens para la entrada triunfal de 1635 del cardenal-infante Fernando en Amberes. Pintó una caballería para Benedict Neefs en Hemiskem, ahora en el Museo Real de Bellas Artes de Amberes. Después de su regreso a Amberes en 1797, Herreyns pintó principalmente retratos por los que fue muy estimado.
Su influencia educativa eclipsa ahora su reputación como pintor. Herreyns es considerado el último seguidor de la tradición barroca flamenca fundada por Rubens. Fue un buen colorista (con tendencia al rojo y oscuro) y un dibujante de trazo preciso, pero su obra muestra cierta frialdad y falta de originalidad.
Las obras notables de Herreyns incluyen un Retrato del pintor Andries Cornelis Lens (después de 1770), Godfrey, abad de Tongerlo (1793) y Juan el Bautista en el desierto (1813). Su trabajo se puede encontrar en Sint-Jan Baptist en Evangelist en Mechelen y en el Museo Real de Bellas Artes de Amberes.